# Eumelea choiseulensis
Eumelea choiseulensis là một loài bướm đêm trong họ Geometridae.